# Lijst van procureurs-generaal van Amsterdam
De volgende personen zijn procureur-generaal (PG) bij het Gerechtshof Amsterdam geweest.
| Ambtsperiode | Procureur-Generaal           |
| ------------ | ---------------------------- |
| 1876 - 1877  | M. Schooneveld P.Jz.         |
| 1877 - 1903  | H.J. Kist                    |
| 1903 - 1918  | J.C. Baud                    |
| 1918 - 1927  | A.A. van der Feltz           |
| 1927 - 1934  | S.J.M. van Geuns             |
| 1934 - 1939  | A. van Harinxma thoe Slooten |
| 1940 - 1941  | J.A. van Thiel               |
| 1941 - 1945  | J. Feitsma                   |
| 1945 - 1949  | J.A. van Thiel (2e keer)     |
| 1949 - 1957  | A.A.L.F. van Dullemen        |
| 1957 - 1965  | H.R. de Zaaijer              |
| 1965 - 1975  | M.H. Gelinck                 |
| 1975 - 1978  | J.F. Hartsuiker              |
| 1978 - 1980  | J.H.G. Boekraad              |
| 1980 - 1986  | H. Lagerwaard                |
| 1986 - 1990  | J. de Ruiter                 |
| 1991 - 1995  | R.J.C. van Randwijck         |
| 1996 - 1998? | C.R.L.R.M. Ficq (wnd)        |

Op 1 januari 1876 werden de provinciale gerechtshoven vervangen door vijf regionale gerechtshoven. Het gerechtshof in Amsterdam kwam in de plaats van de provinciale gerechtshoven van Noord-Holland en Utrecht.
Tot ca. 1998 was iedere procureur-generaal het hoofd van een ressortsparket, dat is het deel van het Openbaar Ministerie (OM) dat in het gebied (ressort) van een gerechtshof werkt. Na het ontslag van Van Randwijck in 1995 werd Ficq als waarnemend PG aangesteld omdat er een reorganisatie bij het OM aanstaande was waarbij PG's zich meer zouden gaan specialiseren en minder gebonden zouden zijn aan een van de vijf gerechtshoven van Nederland. Zie voor meer informatie het artikel: College van procureurs-generaal.